# キアノッコ
キアノッコ（伊: Chianocco）は、イタリア共和国ピエモンテ州トリノ県にある、人口約1,600人の基礎自治体（コムーネ）。

## 地理

### 位置・広がり

#### 隣接コムーネ
隣接するコムーネは以下の通り。
- ブルゾーロ
- ブッソレーノ
- サン・ジョーリオ・ディ・スーザ
- ウッセーリオ

## 行政

### 分離集落
キアノッコには、以下の分離集落（フラツィオーネ）がある。
- Baritlera, Barmafeissard, Bianchi, Camposciutto, Colombè, Combe, Combette, Crotte, Gottrus, Grange, Lorano, Male Combe, Margrit, Molè, Pavaglione, Pianfè, Rossera, Strobietti, Vernetto, Vindrolere